# مونرئاله
مونرئاله (به ایتالیایی: Monreale) یک کومونه در ایتالیا است که در استان پالرمو واقع شده‌است.

## خصوصیات
مونرئاله ۵۲۹ کیلومترمربع مساحت و ۳۸٬۲۰۴ نفر جمعیت دارد و ۳۱۰ متر بالاتر از سطح دریا واقع شده‌است.

## خواهرخوانده
شهر بیلسکو بیاوا خواهرخواندهٔ مونرئاله هست.